# King Harvest (Has Surely Come)
«King Harvest (Has Surely Come)» es una canción del grupo canadiense/norteamericano The Band, publicada en el álbum de estudio The Band (1969) por el sello discográfico Capitol Records.
La compisición de la canción está acreditada a Robbie Robertson, aunque Levon Helm clama en su biografía que «King Harvest» fue un ejemplo de esfuerzo grupal. La canción está cantada en primera persona desde el punto de vista de un granjero anónimo y pobre que, en una desesperación creciente, detalla la situación a la que ha llegado: no llueve y su cosecha perece, su casa es víctima de un incendio y acaba en los barrios bajos. A mitad de la canción aparece un sindicalista que le promete mejorar las cosas, y el narrador le dice: «I'm a union man, now, all the way» (lo cual puede traducirse al español como: «Soy un sindicalista ahora, hasta la médula»), aunque avergonzado de su estado, le pide que «no le juzgue por sus zapatos». La narración hace referencia a las campañas de organización bajo el sindicato Trade Union Unity League, ligado al Partido Comunista de los Estados Unidos, que se llevaron a cabo en el Sur de Estados Unidos entre 1928 y 1935.
El crítico musical Greil Marcus definió «King Harvest» como «la canción de The Band sobre la maldita esperanza de los países» y sugirió que la canción era la mejor composición de Robertson y el mejor ejemplo del enfoque del grupo en la composición e interpretación.

## Personal
- Rick Danko: bajo y coros
- Levon Helm: batería y coros
- Garth Hudson: órgano Lowrey
- Richard Manuel: voz
- Robbie Robertson: guitarra eléctrica
- John Simon: productor discográfico y piano eléctrico